# لي بينغبينغ
لي بينغبينغ (بالصينية: 李冰冰) هي ممثلة ومغنية صينية ولدت في يوم 27 فبراير 1973 في مدينة ووتشانغ في محافظة هيلونغجيانغ في الصين، مثلت في فلم سبعة عشر سنة في 1999 وفازت بواسطته بجائزة أفضل ممثلة في مهرجان سنغافورة السينمائي ومثلت في مسلسل الأبطال الثمانية ومثلت مع جاكي شان في فيلم المملكة المحرمة في 2006، وفي فيلم المتحولون: عصر الانقراض في 2014، وفيلم ريزدنت إيفل: رتريبيوشن في 2012، وفيلم 1911 في 2011، وفيلم ذا ميغ في 2018.

## روابط خارجية
- لي بينغبينغ على موقع IMDb (الإنجليزية)
- لي بينغبينغ على موقع ألو سيني (الفرنسية)
- لي بينغبينغ على موقع ميوزك برينز (الإنجليزية)
- لي بينغبينغ على موقع أول موفي (الإنجليزية)
- لي بينغبينغ على موقع قاعدة بيانات الفيلم (الإنجليزية)
- لي بينغبينغ على موقع كينوبويسك (الروسية)